# Crevillent
Crevillent är en kommun i Spanien. Den ligger i provinsen Provincia de Alicante och regionen Valencia, i den sydöstra delen av landet, 300 km sydost om huvudstaden Madrid. Antalet invånare är 28 439. Arean är 105 kvadratkilometer. Crevillent gränsar till Albatera, Aspe, Callosa de Segura, Catral, Dolores, Elche, Hondón de las Nieves och San Isidro. 
Terrängen i Crevillent är platt åt sydost, men åt nordväst är den kuperad.